# Спиридон Луис
Спиридон (Спирос) Луис (на гръцки: Σπυρίδων, Σπύρος Λούης) е първият олимпийски шампион по маратон.
Спиридон Луис израства в бедно семейство с много деца. Когато служи в пехотата бива забелязана способността му да се справя с дълги преходи. Един от офицерите му в армията, М. Пападиамантополус, го убеждава да се запише за участие в олимпийския маратон на първите модерни олимпийски игри. Луис се изповядва и взема светото причастие на деня преди състезанието. 
Той печели маратона на първите модерни олимпийски игри, провели се в Атина през 1896 година. Състезанието е с дължина 40 000 метра и е най-важното за местната публика поради огромната му историческа значимост. В него Луис участва с обувки, дарени му от съселяните му. Той повежда на четири километра от стадион Панатинайкос и за огромна радост на стоте хиляди зрители в и около стадиона и печели с преднина от седем минути. Победното му време е 2:58:50 часа.  Луис печели единствената титла за Гърция в състезанията по лека атлетика на Олимпиадата и става национален герой в страната. 
В деня след провеждането на маратона, всички гръцки вестници отразяват състезанието и победата на Спиридон Луис, а той получава поздравителни телеграми от цял свят. 
След Олимпиадата Спиридон Луис се завръща в село Маруси и никога повече не се състезава. Работи като овчар и продавач на минерална вода. По-късно става полицай, но губи работата си след като влиза в затвора след обвинение по фалшифициране на военни документи през 1926 година. Прекарва повече от година в затвора преди да бъде оправдан от съда на 28 юни 1927 година. Луис остава олимпийска легенда и е гост на организационния комитет на Летните олимпийски игри в Берлин през 1936 година. 
Олимпийският стадион, построен за Летните олимпийски игри в Атина през 2004 година в Маруси, е наречен в негова чест. 